# Interferometria
In fisica l'interferometria (metrologia dell'interferenza) è un metodo di misura che sfrutta le interferenze fra più onde coerenti fra loro, utilizzando degli strumenti detti interferometri, che permettono di eseguire misurazioni di lunghezze d'onda, di distanze e di spostamenti dello stesso ordine di grandezza della lunghezza d'onda utilizzata; con essa vengono misurate anche le velocità di propagazione della luce in vari mezzi e per vari indici di rifrazione.
L'interferometria di conseguenza risulta essere un'importante tecnica diagnostica e/o investigativa utilizzata in diversi campi come astronomia, fibre ottiche, metrologia ingegneristica, metrologia ottica, oceanografia, sismologia, meccanica dei quanti, fisica del plasma, rilevamento a distanza, analisi forensi.

## Principi di base

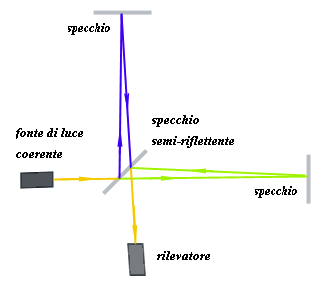
Il percorso della luce attraverso un interferometro di Michelson.

L'interferometria fa uso del principio di sovrapposizione, per il quale l'onda risultante dalla combinazione di onde separate (interferenza) ha proprietà legate a quelle dello stato originale delle onde.
In particolare, quando due onde con la stessa frequenza si combinano, l'onda risultante dipende dalla differenza di fase fra le due onde: onde che sono in fase subiranno interferenza costruttiva, mentre le onde che sono fuori fase subiranno interferenza distruttiva.
La maggior parte degli interferometri usano la luce o alcune altre forme di onde elettromagnetiche.
Tipicamente un singolo raggio di luce in arrivo viene diviso in due raggi identici da un reticolo o uno specchio semiriflettente. Ognuno di questi raggi percorrerà una strada differente, detto cammino ottico, prima che essi siano ricombinati insieme in un rivelatore grazie anche agli specchi riflettenti; la differenza di cammino ottico crea una differenza di fase tra i due segnali ricombinati.
Questa differenza di fase, che può essere accuratamente misurata in termini di interferenza costruttiva o distruttiva, può essere dovuta alla diversa lunghezza della traiettoria stessa o un cambiamento nell'indice di rifrazione lungo il percorso, e permette di risalire ad ognuno di questi parametri.

### Rilevamento omodino

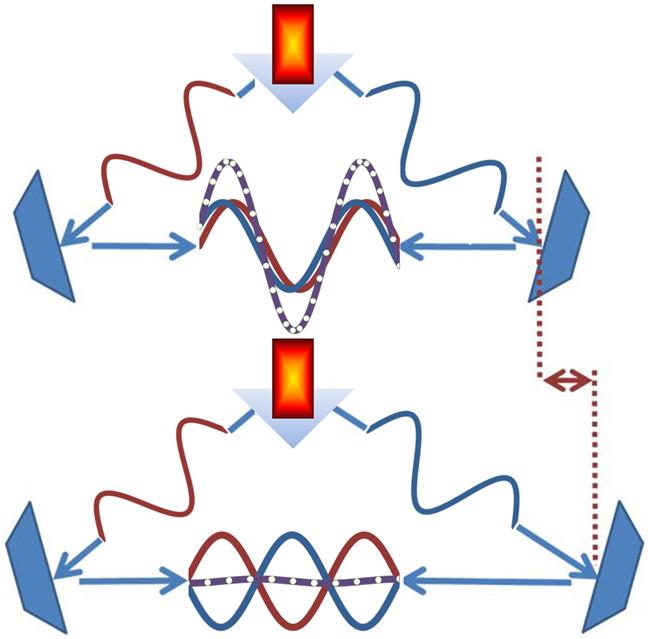
Una determinazione interferometrica ideale di lunghezza d'onda, ottenuta esaminando le frange di interferenza fra raggi coerenti ricombinati dopo che hanno percorso distanze differenti. (La sorgente è simbolizzata come una lampadina, ma in pratica è un laser.)

Nell'interferometria, l'interferenza avviene fra raggi della stessa lunghezza d'onda (o frequenza portante).
Le differenze di fase tra i due raggi danno luogo ad una variazione dell'intensità della luce su un rilevatore. La misura dell'intensità risultante della luce dopo il mescolarsi di questi due raggi è noto come rilevamento omodino.
Nel rilevamento omodino per un dato mutamento di fase relativa, l'output è un livello di segnale costante (DC). Questo livello è indirettamente correlato al cambiamento di fase.
Se i valori possibili minimo e massimo del livello del segnale sono noti (in seguito ad una calibratura), allora si può calcolare lo sfasamento relativo.
In pratica, la calibratura precisa è difficile poiché i raggi ottici:
1. possono non essere perfettamente allineati,
2. non sono onde piane vere
3. di solito subiscono un'attenuazione con una funzione non nota dipendente dal tempo su uno dei bracci dell'interferometro

### Rilevamento eterodino
Nel rilevamento eterodino, si modula, di solito variando la frequenza, uno dei due raggi prima del rilevamento.
Un caso speciale di rilevamento eterodino è il rilevamento eterodino ottico, che rileva l'interferenza nella frequenza dei battimenti. Il segnale ondulatorio oscilla fra i livelli minimi e massimi ad ogni ciclo della frequenza dei battimenti. Poiché la modulazione è nota, la fase relativa della frequenza del battimento può essere misurata molto precisamente anche se le intensità dei raggi variano (di poco). Questa fase ha lo stesso valore di quella che si misura nel caso omodino.
Ci sono molti vantaggi addizionali di rilevamento eterodino ottico, tra cui un migliore rapporto segnale rumore quando uno dei due raggi è debole.

## Alcuni interferometri

### Interferometri a divisione del fronte d'onda

Due onde cilindriche partono dai quadrati rossi: a causa dell'interferenza, i punti neri sulla destra non ricevono mai luce, mentre quelli rossi hanno intensità massima

Si parla d'interferometro a divisione del fronte d'onda quando le onde che interferiscono tra loro provengono da differenti punti dell'onda.
La maniera più semplice di realizzare delle interferenze è quella di utilizzare delle fessure di Young, che sono semplicemente due fessure poste fianco a fianco a distanza opportunamente piccola rispetto alla lunghezza dell'onda. Esse permettono di dividere il fascio di luce in due parti, che vengono in seguito fatte ricombinare dando luogo alle frange di interferenza.
Altri esempi di interferometria a divisione del fronte d'onda sono il doppio prisma di Fresnel, le doppie lenti di Billet e l'interferometro di Rayleigh.
Un reticolo di diffrazione è costituito da una serie di fessure. È quindi, in qualche modo, una generalizzazione delle fessure di Young, poiché il fascio di luce viene diviso in numerose parti che interferiscono fra loro. Lo si considera tuttavia raramente di per sé un interferometro, ma può essere utilizzato insieme ad altre apparecchiature come il goniometro.

### Interferometri a divisione d'ampiezza

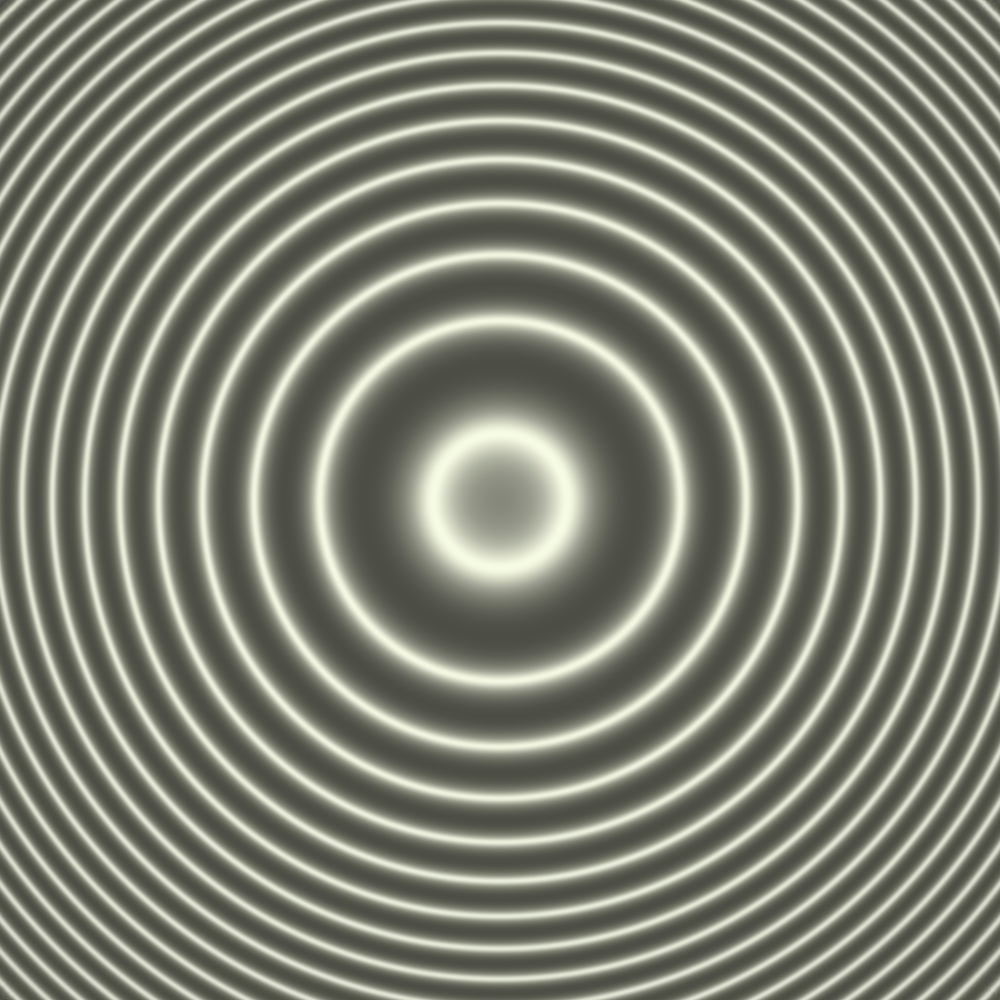
Interferenze ottenute con un interferometro di Fabry-Pérot.

Si parla di interferometro a divisione d'ampiezza quando le onde che interferiscono fra loro derivano dalla divisione in più fasci dell'ampiezza dell'onda su tutta la sua superficie. Questi interferometri sono spesso di migliore qualità, e sono quindi utilizzati nelle misure dell'ottica di precisione.
Il principio dell'interferometro di Michelson è di dividere il fascio di luce incidente in due, dopo aver sfasato un fascio rispetto all'altro, e infine farli interferire: si tratta d'interferenze a due onde.
L'interferometro di Mach-Zehnder e l'interferometro di Sagnac funzionano con il medesimo principio del precedente, ma loro scopo è differente.
Un interferometro di Fabry-Pérot è costituito da due lame parallele fra le quali la luce effettua delle andate e ritorni, e le deboli frazioni che ne risultano ad ogni andata e ritorno interferiscono fra loro: si tratta d'interferenze ad onde multiple.
Anche il prisma di Wollaston può essere utilizzato per realizzare un'interferometria.

## Esempi di applicazioni

### Interferometria astronomica
L'interferometria è una tecnica particolarmente utilizzata nel campo della radioastronomia. Si basa sul principio di interferenza delle onde elettromagnetiche e permette di ottenere elevati poteri risolutivi combinando coerentemente le informazioni che provengono da più osservatori astronomici distanti fra loro. La distanza può variare da pochi metri a migliaia di chilometri. Il potere risolutivo risultante è proporzionale alla distanza tra gli osservatori stessi. L'interferometria, quindi, permette di superare i limiti imposti dalle difficoltà tecniche di realizzazione di radiotelescopi a grande apertura. Per contro, l'applicazione di tecniche interferometriche comporta una elaborazione matematica dei dati, chiamata riduzione, più pesante e laboriosa rispetto a quella necessaria sui dati grezzi ottenuti da un singolo osservatorio.
Le osservazioni interferometriche, proprio per il grande potere risolutivo equivalente, vengono utilizzate, in campo astronomico, per la misura di distanze nei sistemi stellari binari o multipli stretti e per la ricerca e lo studio di pianeti extrasolari.
L'interferometria è utilizzata in astronomia sia con i telescopi ottici sia con i radiotelescopi. Il suo vantaggio è di permettere una risoluzione equivalente a quello di uno specchio (o radiotelescopio) di diametro equivalente alla distanza fra gli strumenti combinati. Il contrasto delle frange permette in seguito d'ottenere un'informazione sulla dimensione dell'oggetto osservato o sulla separazione angolare tra due oggetti osservati (per esempio, un sistema stella-pianeta). Questo metodo fu inizialmente sviluppato dal francese Antoine Labeyrie negli anni '70.

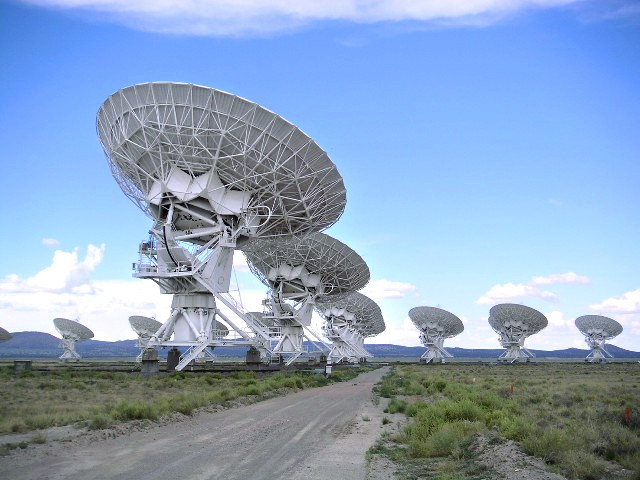
La disposizione dei telescopi che formano il VLA

La risoluzione angolare che un telescopio può ottenere è determinata dal suo limite di diffrazione (che è proporzionale al suo diametro). Più grande è il telescopio, migliore è la sua risoluzione, ma occorre tener conto che il costo della costruzione di un telescopio è proporzionale alla sua grandezza. Lo scopo dell'interferometria astronomica è quello di permettere osservazioni ad alta risoluzione usando un gruppo efficiente di telescopi relativamente piccoli, invece che un singolo enorme telescopio molto costoso. L'unità fondamentale dell'interferometria astronomica è costituita da una coppia di telescopi. Ogni coppia di telescopi è un interferometro di base e la loro posizione nello spazio u,v viene chiamata linea base.
La prima interferometria astronomica fu realizzata con una singola linea di base usata per misurare la somma della potenza su una particolare piccola scala angolare. Più tardi gli interferometri astronomici furono un apparato telescopico consistente di un gruppo di telescopi, generalmente identici, disposti sul terreno secondo uno schema. Un limitato numero di linee base risulterà insufficiente per la copertura dello spazio u,v. Ciò può essere attenuato usando la rotazione della Terra per far ruotare l'apparato relativamente al cielo. Questo fa sì che i punti nello spazio u,v verso i quali punta ogni linea base varino con il passare del tempo. In questo modo, una sola linea base può valutare l'informazione lungo una traccia nello spazio u,v prendendo in modo adeguato misurazioni ripetute. Questa tecnica è chiamata sintesi di rotazione terrestre. È anche possibile avere una linea base di decine, centinaia, o anche migliaia di kilometri usando una tecnica detta interferometria a base molto ampia (VLBI).
Più lunga è la lunghezza d'onda della radiazione in arrivo, più facile è misurare l'informazione della fase. Per questa ragione, inizialmente l'interferometria a formazione di immagini (imaging) fu quasi esclusivamente data da radiotelescopi aventi una elevata lunghezza d'onda. Esempi di radio interferometri includono il VLA e il MERLIN. Con l'aumento della velocità dei correlatori e il perfezionarsi delle tecnologie associate, la lunghezza d'onda della minima radiazione osservabile dall'interferometria è diminuita. Ci sono diversi interferometri che gestiscono lunghezze d'onda al di sotto del millimetro, di cui il più grande, l'Atacama Large Millimeter Array, è stato ultimato nel 2013. Gli interferometri astronomici ottici sono stati tradizionalmente strumenti specialistici, ma sviluppi recenti hanno ampliato le loro capacità.

### Interferometria in altri campi
Si utilizzano correntemente degli interferometri per ricerca in numerosi campi della fisica. Per esempio, degli interferometri di Michelson hanno permesso di realizzare l'esperimento di Michelson-Morley che ha mostrato che la velocità della luce è isotropa e indipendente dal sistema di riferimento, e che ha potuto invalidare l'ipotesi dell'etere. Ugualmente vengono utilizzati in alcuni tentativi di rilevare le onde gravitazionali (come il progetto VIRGO)
Le misure effettuate con gli interferometri dipendono spesso dalla lunghezza d'onda. Se ne servono dunque in spettroscopia per determinare lo spettro luminoso di differenti sorgenti di luce.
L'interferometria è utilizzata anche per stimare la qualità dell'ottica. In moltissime applicazioni di precisione, l'ottica utilizzata non deve avere "difetti" (per es.: nessuna rigatura, o gobbe, ...); proprio grazie alla figura d'interferenza ottenuta si possono rilevare i difetti di un vetro per poterli così correggere.
Gli interferometri sono utilizzati per la formazione scientifica nel campo dell'ottica.
L'interferometria è ugualmente utilizzata nel campo dell'acustica sottomarina: esistono infatti dei Sonar ad interferometria.

### Interferometria nel telerilevamento
Il termine interferometria, nel telerilevamento attivo ("iconografia" a partire da un radar), designa la tecnica o i metodi che utilizzano almeno due immagini complesse di un radar ad apertura sintetica (in inglese SAR, Synthetic Aperture Radar), al fine d'ottenere delle informazioni supplementari sugli oggetti presenti in una sola immagine SAR, sfruttando l'informazione contenuta nella fase del segnale di ritorno. In particolare la differenza di fase del segnale ottenuta a partire da due diverse misurazioni dello stesso pixel al suolo da due diverse posizioni del satellite in orbita può essere correlata alla quota altimetrica del pixel studiato o alle variazioni minime della quota dello stesso (interferometria differenziale) attraverso l'interpretazione dell'interferogramma relativo. 
Questa tecnica trova applicazioni dirette sia in topografia per il tracciamento di precisione di carte geografiche su territori non ancora esplorati (immagini DEM), sia in geofisica grazie alla capacità di svelare spostamenti anche dell'ordine del centimetro della crosta terrestre (subsidenza vulcanica, bradisismi, movimenti tettonici, monitoraggio frane, ecc...).
* un'immagine radar grezza consiste in una matrice di numeri complessi, che contengono le informazioni di ampiezza e fase.

## Interferometri nel mondo

### Interferometri radio
- Il radioeliografo di Nançay (Cher, Francia), dedicato all'osservazione della corona solare, con onde radiometriche (CNRS, Osservatorio di Parigi/Meudon e ENS)
- l'interferometro dell'Altopiano di Bure (Alpi, Francia), osservando con onde millimetriche, principalmente intorno a 115 e 230 GHz (IRAM)
- le VLA negli USA, presso Socorro (Nuovo Messico)
- l'ATCA in Australia
- Allen Telescope Array (ATA), Lassen Volcanic National Park, Stati Uniti
- VLBA, Stati Uniti
- ALMA, Cile

### Interferometri a onde gravitazionali
- Interferometro VIRGO

### Interferometri ottici
Vedere l'articolo: interferometro ottico a lunga base
| nome                                                             | localizzazione         | N | B m | λ (µm)            |
| ---------------------------------------------------------------- | ---------------------- | - | --- | ----------------- |
| Grande interferometro a 2 Telescopi (GI2T)                       | Costa Azzurra Francia  | 2 | 70  | 0,40–0,80 1,2     |
| Infrared Spatial Interferometer (ISI)                            | Mount Wilson, U.S.A.   | 3 | 30  | 10                |
| Cambridge Optical Aperture Synthesis Telescope (COAST)           | Cambridge, Regno Unito | 5 | 65  | 0,40–0,95 1,2-1,8 |
| Sydney University Stellar Interferometer (SUSI)                  | Narrabri, Australia    | 2 | 640 | 0,40–0,9          |
| Infrared Optical Telescope Array (IOTA)                          | Mount Hopkins, U.S.A.  | 3 | 38  | 1,2–2,2           |
| Navy Prototype Optical Interferometer (NPOI)                     | Anderson Mesa, U.S.A.  | 6 | 435 | 0,45–0,85         |
| Palomar Testbed Interferometer (PTI)                             | Mount Palomar, U.S.A.  | 2 | 110 | 1,5–2,4           |
| Mitaka optical-Infrared Array (MIRA-I)                           | Tôkyô, Giappone        | 2 | 4   | 0,8               |
| Center for High Angular Resolution Astronomy Array (CHARA-Array) | Mount Wilson, U.S.A.   | 6 | 350 | 0,45–2,4          |
| Keck Interferometer (KI)                                         | Mauna Kea, U.S.A.      | 2 | 80  | 2,2–10            |
| Very Large Telescope Interferometer (VLTI)                       | Cerro Paranal, Cile    | 3 | 200 | 1,2 – 13          |
| Large Binocular Telescope (LBT)                                  | Mount Graham, U.S.A.   | 2 | 23  | 0,4 – 400         |